# Liste des cours d'eau de la Terre du Milieu
Cet article recense les différents cours d'eau de la Terre du Milieu, univers de l'écrivain britannique J. R. R. Tolkien.
Les cours d'eau du Beleriand ont une liste spécifique.
- Haut – A
- B
- C
- D
- E
- F
- G
- H
- I
- J
- K
- L
- M
- N
- O
- P
- Q
- R
- S
- T
- U
- V
- W
- X
- Y
- Z

## A
- L'Adorn est une rivière de l'Eriador et un affluent du fleuve Angren (Isen). L'Adorn prend sa source au nord des Ered Nimrais (Montagnes Blanches), au sud de la Trouée de Rohan. La rivière coule alors vers l'ouest, avant de se joindre à l'Angren après 150 milles númenóréens (240 km). L'Angren continue ensuite vers l'ouest, avant d'aller se jeter dans la Belegaer (Grande Mer). Ces deux rivières constituent, en amont de leur confluence, la frontière occidentale du Calenardhon, le Gondor du Nord, puis du Royaume de Rohan.
- L'Adurant est une rivière d'Ossiriand.
- L'Anduin est un long fleuve de l'ouest de la Terre du Milieu. Ce fleuve naît de la confluence de deux rivières : la Langwell, qui a sa source dans le nord des Monts Brumeux, près du mont Gundabad, et le Greylin, qui commence dans l'ouest des Montagnes Grises. L'Anduin coule parallèlement aux Monts Brumeux, dans une large vallée formant l'ouest du Rhovanion, située entre les montagnes et la Forêt Noire. Après avoir traversé le Champ aux Iris et la Lothlórien, le fleuve et les montagnes s'écartent, et l'Anduin traverse les Terres Brunes, puis passe dans l'Emyn Muil, franchit l'Argonath, et pénètre par les rapides de Sarn Gebir dans le lac Nen Hithoel avant d'en sortir par les chutes de Rauros. Après avoir longé les bouches de l'Entalluve et les marais de Nindalf, le fleuve s'insère entre les Montagnes Blanches et les Montagnes de l'Ombre, traverse la capitale du Gondor, Osgiliath, longe Harlond, le port de Minas Tirith, puis Pelargir, avant d'entrer dans la Grande Mer. L'Anduin se jette dans la Baie de Belfalas par un large delta connu sous le nom des Bouches de l'Anduin (Ethir Anduin). L'Anduin a reçu de nombreux noms - Langflood par les ancêtres des Rohirrim, Long Fleuve ou Grand Fleuve par les hommes du Gondor. Tous ces noms font référence à la longueur du fleuve : 1 388 milles númenóréens (2220 kilomètres).
- L'Angren, appelé Isen en langue commune, est un fleuve de l'Eriador. L'Angren prend sa source au sud des Hithaeglir (Monts Brumeux), près d'Isengard. Le fleuve coule alors vers le sud à travers une vallée puis à travers la Trouée de Rohan, jusqu'au pied des Montagnes Blanches. L'Angren se tourne ensuite vers l'ouest, et, après 150 milles númenóréens (240 km), il reçoit les eaux de son affluent, l'Adorn. Ces deux rivières constituent, en amont de leur confluence, la frontière occidentale du Calenardhon, le Gondor du Nord (puis du Royaume de Rohan). L'Angren continue ensuite de couler vers l'ouest, avant d'aller se jeter dans la Belegaer (Grande Mer). Les seuls points de passage de l'Angren sont les gués de l'Isen, situés sur la Grande Route du Nord, ainsi que, à la fin du Troisième Âge, un pont bâti sur le fleuve à environ un mille à l'est des portes d'Isengard sur ordre de Saroumane.
- L'Aros est une rivière de Doriath.
- L'Ascar est une rivière d'Ossiriand.

## B
- Le Baranduin, appelé Brandevin en ouistrain (la langue commune), est un fleuve majeur de l'Eriador. Ce fleuve traverse la partie occidentale de l'Arnor (plus tard cœur de l'Arthedain), ainsi que la région de la Comté. Le Baranduin prend sa source au Lac Evendim dans le nord-ouest de l'Arnor, et s'écoule vers l'est avant de se tourner vers le sud. Après environ 155 milles numénoréens (250 kilomètres), le fleuve entre dans la Comté, formant sa frontière orientale sur sa rive droite, à l’exception du Pays-de-Bouc sur sa rive gauche. Les principaux points de passage dans la Comté sont le Pont aux Arbalètes sur la Grande Route de l'Est et le bac de Fertébouc. Plus au sud, le Baranduin sort de la Comté et longe la Vieille Forêt, formant la frontière entre l'Arthedain et le Cardolan, puis fait une boucle vers le sud-ouest. Le dernier point de passage du fleuve est le Gué de Sarn à travers la Chaussée Rouge. Plus au sud-ouest, le Baranduin continue de longer le Cardolan (région du Minhiriath), avant de se jeter dans la Grande Mer au nord de la région boisée d'Eryn Vorn.
- La Bourneclaire (Shirebourne en anglais, nom rendu par Rivière de la Comté par Francis Ledoux) est une rivière qui coule au sud du Comté. Son nom provient du vieil-anglais Scire-burna « brillante-source ».
- Brithon est une rivière de Falas.
- Brilthor est un affluent du Gelion, en Ossiriand.
- La Bruinen prend sa source dans les Montagnes Brumeuses, au nord de Fondcombe. Elle coule d'abord vers l'ouest, puis vers le sud-ouest, jusqu'à se jeter dans la Mitheithel (Fontgrise). Seul un gué permet de la franchir, un peu au sud de Fondcombe. Cette rivière est également appelée la Sonoronne ou Sonoreau, ou encore la Forte Eau, des appellations qui sont des traductions de "Bruinen". Son nom lui vient très probablement de ses eaux très bruyantes.

## C
- La Calenhir, comptée comme une rivière mineure mais non négligeable du Royaume de Gondor, est située dans la région d'Anfalas. La Calenhir prend sa source dans les collines de Pinnath Gelin, puis elle s'écoule vers l'est à travers la région de l'Anfalas. La Calenhir continue jusqu'à ce qu'elle se jette dans le Morthond en bordure du Lamedon. Le Morthond coule ensuite vers Edhellond. Sur la "Carte de travail" que J.R.R. Tolkien a utilisée en écrivant Le Seigneur des Anneaux, la rivière a été dessinée sur la carte mais nommée seulement dans la liste des "Rivières du Gondor". Cette rivière a été retirée des cartes publiées du Seigneur des Anneaux et des Contes et légendes inachevés[1].
- La Carnen est une rivière de la région du Rhovanion, en Terre du Milieu. Cette rivière prend sa source dans les Collines de Fer. Elle coule sur environ 250 milles númenóréens (400 kilomètres) vers le sud avant de se jeter dans le Celduin. Le Celduin, à son tour, se jette dans la Mer de Rhûn.
- Le Celduin est un fleuve majeur du Rhovanion, en Terre du Milieu, car il mesure 600 milles númenóréens (960 kilomètres). Ce fleuve prend sa source au sud du Mont Solitaire. Il coule alors vers le sud jusqu'au Long Lac, où il est rejoint par la Rivière de la Forêt, et, de là, le long de la limite orientale de la Forêt Noire. Il coule ensuite vers le sud-est à travers des régions apparemment inhabitées du Rhovanion jusqu'à sa confluence avec la Carnen. Il poursuit sa route, après cette confluence, à travers le pays du Dorwinion puis se jette enfin dans la grande Mer intérieure de Rhûn.
- Le Celebrant, connu aussi sous le nom de Cours d'Argent, est un affluent du fleuve Anduin. Il se forme dans l'est des Hithaeglir (Monts Brumeux), près du Nen Cenedril (Lac du Miroir), dans la Vallée de Dimrill. Il s'écoule ensuite vers l'est à travers la Lothlórien, où il rejoint la rivière Nimrodel, et se déverse enfin dans l'Anduin.
- Le Celebros est un affluent du Taeglin.
- Le Celon est un affluent de l'Aros.
- Le Celos (également orthographié Kelos) est l'une des sept rivières majeures du Royaume de Gondor et l'une des cinq de la région de Lebennin. La rivière prend sa source au sud des Montagnes Blanches, dans le nord de la région de Lebennin. Le Celos coule alors vers le sud-est, jusqu'à ce qu'il se jette dans son confluent, le Sirith. Le Sirith coule ensuite vers Pelargir. Selon l'Atlas de la Terre du Milieu de Karen Wynn Fonstad, la rivière a une longueur d'environ 50 milles numénoréens (80 kilomètres)[2].
- Le Ciril (également orthographié Kiril) est compté comme troisième des sept rivières majeures du Royaume de Gondor. La rivière prend sa source d'un pic isolé, au sud des Montagnes Blanches, dans le nord de la région du Lamedon. Le Ciril coule alors vers le sud, au-delà de la ville de Calembel, jusqu'à ce qu'il se jette dans le Ringló. Le Ringló coule ensuite vers Edhellond[2].

## D
- Le Duilwen est un affluent du Gelion.

## E
- L'Entalluve (Entévière dans la nouvelle traduction) (Entwash en anglais ; Onodló en sindarin) est une rivière qui traverse la forêt de Fangorn.
- L'Erui est une rivière dans l'est du Gondor, et affluent du fleuve Anduin. Cette rivière au courant rapide prend sa source près du mont Mindolluin dans les Montagnes Blanches, coulant vers le sud à la frontière des provinces de Lossarnach et de Lebennin puis rencontrant l'Anduin à environ 75 miles (120 kilomètres) au sud de Minas Tirith. Autrefois, cette rivière constituait la frontière entre l'Anórien et la Lebennin. La route de Pelargir à Minas Anor (plus tard Minas Tirith) traverse l'Erui par un gué.
- L'Esgalduin est la principale rivière du Doriath.

## F
- Flot-Gris : cf. Gwathló.
- Fontgrise : cf. Mitheithel.

## G
- Le Gilrain est l'un des sept fleuves majeurs du Royaume de Gondor et l'un des cinq de la région de Lebennin. Il constitue la frontière d'avec la région de Belfalas (ou Dor-en-Ernil). Le fleuve prend sa source au sud des Montagnes Blanches, dans le nord des régions de Belfalas et de Lebennin. Le Gilrain coule alors vers le sud, jusqu'à ce qu'il se joigne au Serni au niveau de la ville de Linhir. Le fleuve  se jette ensuite dans la Baie de Belfalas. Selon l'Atlas de la Terre du Milieu de Karen Wynn Fonstad, la rivière a une longueur de plus de 100 milles numénoréens (160 kilomètres)[2].
- Gladden : cf. Rivière aux Iris.
- Le Glanduin est une rivière de l'Eriador. Le Glanduin prend sa source dans les Hithaeglir (Monts Brumeux), en Eregion, un peu au sud de Khazad-dûm. Il coule vers l'ouest jusqu'à ce qu'il se joigne au Sirannon près de l'ancien emplacement d'Ost-in-Edhil, la capitale des Noldor d'Eregion. De là, le Glanduin coule vers l'ouest jusqu'à ce qu'il se jette dans la Mitheithel au nord de Tharbad, dans les marécages de Nîn-in-Eilph (la "Flotte des Cygnes"). Il y a un vieux gué à travers le Glanduin à l'est des chutes qui descendent dans les basses terres marécageuses. Après son confluent avec la Mitheithel, la rivière prend le nom de Gwathló, ou Flot-gris, avant de couler vers le sud-ouest.
- Le Greylin est une rivière située à l'extrême nord-ouest du Rhovanion. Cette rivière n'est pas mentionnée dans les livres ni les films, et n'apparaît que sur la carte de la Terre du Milieu de J.R.R. Tolkien. Le Greylin prend sa source dans les Ered Mithrin (Montagnes Grises), et coule vers le sud à travers le Rhovanion. Il rejoint la Langwell venue des Hithaeglir (Monts Brumeux), et forme avec elle le long fleuve Anduin. L'ancienne capitale des Éothéod, Framsburg, a été construite au confluent de ces rivières, où commence l'Anduin proprement dit.
- Le Gwathló, connu également sous le nom de Flot-gris et auparavant sous le nom de Gwathir, est le fleuve séparant le Minhiriath de l'Enedwaith. Le Gwathló constitue ainsi la frontière orientale de l'Arnor (puis celle du Cardolan).

## H
- La Harnen est un fleuve constituant la frontière méridionale du Gondor, celle de la région du Harondor (ou Gondor du Sud). La Harnen forme aussi la frontière septentrionale du Haradwaith. Long de 500 milles númenóréens (800 kilomètres), le fleuve prend sa source dans les pentes du sud de l'Ephel Dúath (les Montagnes de l'Ombre), pour se diriger vers le sud-ouest sur environ 250 milles (400 km), avant de se tourner vers l'ouest sur encore 250 milles, et de se jeter enfin dans la Belegaer (la Grande Mer), où il débouche en un long estuaire sur la Baie de Belfalas. L'embouchure de la Harnen est située à mi-chemin entre l'embouchure de l'Anduin et la cité d'Umbar. La Route du Harad traverse la Harnen à 65 milles (environ 100 km) en amont du point où le fleuve se tourne vers l'ouest.

## I
- Isen : cf. Angren.
- L'Ithilduin est une rivière de l'Ithilien, dans l'est du Gondor, et affluent du fleuve Anduin. Elle sera rebaptisée Morgulduin après la perte de Minas Ithil, en 2002 du Tiers Âge. Cette rivière au courant rapide prend sa source dans la Vallée d'Ithil (plus tard Vallée de Morgul), dans la chaîne de l'Ephel Dúath (les Monts de l'Ombre), coulant vers l'ouest au-delà du pont menant à Minas Ithil (plus tard Minas Morgul) jusqu'à ce qu'elle atteigne le Carrefour des Routes, puis tournant vers le sud-ouest jusqu'à ce qu'elle débouche dans l'Anduin juste au sud d'Osgiliath. La route d'Osgiliath à Minas Ithil longe la rivière sur sa rive droite.

## K
- Kibil-nâla (Kh.) : cf. Celebrant.

## L
- La Langwell est une rivière située à l'extrême nord-ouest du Rhovanion. Cette rivière n'est pas mentionnée dans les livres ni les films, et n'apparaît que sur la carte de la Terre du Milieu de J.R.R. Tolkien. La Langwell prend sa source dans les Hithaeglir (Monts Brumeux), et coule vers le sud-ouest à travers le Rhovanion. Elle rejoint le Greylin venu des Ered Mithrin (Montagnes Grises), et forme avec lui le long fleuve Anduin. L'ancienne capitale des Éothéod, Framsburg, a été construite au confluent de ces rivières, où commence l'Anduin proprement dit.
- La Lefnui (aussi orthographiée Levnui) est comptée comme premier des sept fleuves majeurs du Royaume de Gondor. Ce fleuve constitue la frontière occidentale du Gondor (celle des régions d'Anfalas et de Pinnath Gelin). La Lefnui forme aussi la frontière orientale du Drúwaith Iaur et de la péninsule d'Andrast. Le fleuve prend sa source à l'ouest des Montagnes Blanches, et coule alors vers l'ouest-sud-ouest le long des montagnes, au pied de leur versant méridional, puis elle décrit de larges boucles à travers les terres à l'ouest des collines de Pinnath Gelin. Le fleuve se tourne ensuite vers le sud et il longe les terres de l'Anfalas, sur sa rive gauche, jusqu'à ce qu'il se jette dans la Baie de Belfalas à travers un long et étroit estuaire[2].
- Le Lhûn est un fleuve majeur de l'Eriador. Ce fleuve constitue la frontière occidentale de l'Arnor (puis celle de l'Arthedain). Le Lhûn débouche aussi à son embouchure sur la frontière orientale du Lindon. Le Lhûn est également appelée le Lune.
- La Limeclaire est un affluent du fleuve Anduin. Elle prend sa source dans l'est des Hithaeglir (Monts Brumeux), coule ensuite vers l'est à travers le nord de la Forêt de Fangorn, puis se jette dans l'Anduin. La Limeclaire forme la frontière méridionale du Champ du Celebrant, ainsi que celle du Royaume de la Lothlórien. Elle constitue aussi la frontière septentrionale du Calenardhon (ou Gondor du Nord), et ultérieurement du Rohan.

## M
- La Mitheithel est un fleuve majeur de l'Eriador. Ce fleuve traverse la partie orientale de l'Arnor (plus tard cœur du Rhudaur). La Mitheithel constituera aussi, plus au sud, la frontière orientale du Cardolan. La Mitheithel est également appelée la Fontgrise ou Fongrège par les Hommes, traduction du nom donné par les Elfes. La Mitheithel prend sa source dans les Monts Brumeux, à l'ouest de la rivière Rhimdath, et à environ 100 milles numénoréens (160 kilomètres) au nord de Fondcombe. La rivière coule aussitôt vers l'ouest et traverse les Landes d'Etten, avant d'obliquer vers le sud et de longer le bord occidental des Fourrés aux Trolls. La Mitheithel continue ensuite vers le sud et rejoint la Bruinen (Sonoronne), avant d'obliquer vers le sud-ouest jusqu'à rencontrer le Glanduin près de Tharbad. Les deux rivières y forment le marais nommé Nîn-in-Eilph ("Flotte-des-Cygnes"). Après le confluent de la Mitheithel et du Glanduin, les eaux combinées des deux rivières prennent le nom de Gwathló (Flot-gris). Le seul point de franchissement de la Mitheithel est le Dernier Pont, situé sur la Grande Route de l'Est.
- Le Morgulduin (« rivière de la sorcellerie ») prend sa source dans la vallée de Morgul, près des Minas Morgul, coule sous le pont menant à cette dernière, est rencontrée par la vieille route Nùménoréenne d'Osgiliath à l'Ephel Dúath. Elle est traversée par la Route de Harad par un pont à la Croisée des Chemins où Frodon Sacquet et Samsagace Gamegie s'arrêtent devant la vieille statue d'un roi de Gondor.
- Le Morthond est l'un des sept fleuves majeurs du Royaume de Gondor et l'un des trois de la région de Lamedon. Il constitue la frontière d'avec les régions d'Anfalas et de Pinnath Gelin. Le fleuve prend sa source dans une vallée étroite des Montagnes Blanches, menant à l'entrée sud du Chemin des Morts, dans le nord des régions de Lamedon et de Pinnath Gelin. Le Morthond coule alors vers le sud-ouest sur la moitié de sa longueur, puis il tourne vers le sud-est et longe les terres de l'Anfalas, sur sa rive droite, jusqu'à ce qu'il se joigne au Ringló. Le fleuve coule alors vers le sud jusqu'à Edhellond, où il se jette dans la Baie de Belfalas. Il reçoit les eaux de la Calenhir, son principal affluent, une rivière de la région d'Anfalas. Selon l'Atlas de la Terre du Milieu de Karen Wynn Fonstad, le fleuve a une longueur de plus de 200 milles  numénoréens (320 kilomètres)[2].

## N
- La Ninglor, connue aussi sous le nom de Rivière aux Iris, est un court mais important affluent du fleuve Anduin. Elle se forme dans le centre des Hithaeglir (Monts Brumeux) près d'un col important, s'écoule vers l'est à travers une série de marais appelés Champs aux Iris (Noeg Ningloron), et se jette dans l'Anduin.
- La Nimrodel est un affluent du Celebrant qui naît dans les Monts Brumeux et traverse la Lothlórien.

## O
- L'Onodló est une grande rivière du Rohan, remarquable pour son grand delta. La rivière prend ses sources sur le mont Methedras, le plus haut sommet au sud des Monts Brumeux, près de la maison de Sylvebarbe. À son origine, l'Onodló est un ruisseau bruyant qui cascade sur des rochers, puis dévale le terrain en pente de la Forêt de Fangorn. De là, le ruisseau coule vers l'est à travers Fangorn jusqu'au coin sud-est de la forêt. En quittant la forêt, la rivière coule toujours rapidement et ses rives sont profondément sculptées, puis elle se dirige vers le sud. Au fur et à mesure que la rivière tourne vers le sud à travers le Rohan, son débit devient plus lent et ses rives deviennent des marais. Au niveau d'Edoras, elle est rejointe de l'ouest par la rivière Snawburna (Snowbourn) ; à leur confluence poussent de grands bosquets de saules, puis elle s'écoule vers l'est en direction de l'Anduin, qu'elle rejoint juste au sud des Chutes de Rauros, dans l'immense delta connu sous le nom de Bouches de l'Entalluve. La subdivision de la rivière marque la frontière du Rohan d'avec le Gondor. La rivière Síriâth (Mering) y rencontre le bras le plus au sud de l'Onodló. Le delta où la rivière s'élargit et rejoint l'Anduin est une terre de marais qu'il est conseillé aux voyageurs d'éviter. L'afflux d'eau y est si grand que de l'autre côté de l'Anduin s'étendent les Marais de Nindalf (Wetwang).

## P
- Le Poros est une rivière du Royaume de Gondor, et constitue la frontière entre la région d'Ithilien et la région de Harondor (ou Gondor du Sud). Long d'environ 300 milles númenóréens (480 kilomètres), le Poros prend sa source dans l'ouest de l'Ephel Dúath (les Montagnes de l'Ombre), pour se diriger vers le sud-ouest avant de se tourner vers le nord-ouest et de se jeter dans l'Anduin juste en amont du delta. Le seul point de passage du Poros est le gué du Poros, situé sur la Route du Harad[3].

## R
- Le Rhimdath est un court et précoce affluent du fleuve Anduin. Il se forme dans les Hithaeglir (Monts Brumeux), s'écoule vers l'est, et se jette dans l'Anduin à peu près à mi-chemin entre la confluence Langwell-Greylin et le Carrock. Il a probablement une pente raide et un écoulement rapide, d'où son nom.
- Le Ringló est l'un des sept fleuves majeurs du Royaume de Gondor et l'un des trois de la région de Lamedon. Il constitue la frontière d'avec la région de Belfalas (ou Dor-en-Ernil). Le fleuve prend sa source dans une vallée, au sud des Montagnes Blanches, dans le nord des régions de Lamedon et de Belfalas. Le Ringló coule ensuite vers le sud-ouest, jusqu'à ce qu'il se joigne au Morthond. Le fleuve coule alors vers le sud jusqu'à Edhellond, où il se jette dans la Baie de Belfalas. Il reçoit les eaux du Ciril, son principal affluent, autre rivière de la région de Lamedon. Selon l'Atlas de la Terre du Milieu de Karen Wynn Fonstad, la rivière a une longueur de plus de 200 milles  numénoréens (320 kilomètres)[2].
- Rivière aux Iris : cf. Ninglor.
- La Rivière de la Forêt est une rivière de la région du Rhovanion, en Terre du Milieu. La Rivière de la Forêt prend sa source dans les Montagnes Grises (Ered Mithrin). Elle coule sur environ 200 milles númenóréens (320 kilomètres) vers l'est-sud-est à travers le nord de la Forêt Noire et le Royaume Sylvestre. Elle se joint ensuite au Celduin dans le Long Lac. La Rivière Enchantée se déverse dans la Rivière de la Forêt à environ 10 milles (16 km) à l'ouest des Salles du Roi Elfe.
- La Rivière Enchantée est une rivière de la région du Rhovanion, en Terre du Milieu. La Rivière Enchantée prend sa source dans les Montagnes du Royaume Sylvestre (Montagnes de la Forêt Noire). Elle coule sur environ 100 milles númenóréens (160 kilomètres) vers le nord en une large boucle à travers le nord de la Forêt Noire. Elle se jette ensuite dans la Rivière de la Forêt à environ 10 milles (16 km) à l'ouest des Salles du Roi Elfe. Son eau est noire et maudite, ce qui donne son nom à la rivière : toute personne entrant en contact avec son eau enchantée tombe immédiatement dans un long et profond sommeil.

## S
- Le Serni est l'un des sept fleuves majeurs du Royaume de Gondor et l'un des cinq de la région de Lebennin. Le fleuve prend sa source au sud des Montagnes Blanches, dans le nord de la région de Lebennin. Le Serni coule alors vers le sud-ouest, jusqu'à ce qu'il se joigne au Gilrain au niveau de la ville de Linhir. Le fleuve  se jette ensuite dans la Baie de Belfalas. Selon l'Atlas de la Terre du Milieu de Karen Wynn Fonstad, la rivière a une longueur d'environ 100 milles numénoréens (160 kilomètres)[2].
- Silverlode : voir Celebrant.
- La Sirannon est une rivière qui coule devant Khazad-dûm.
- Le Sirith est l'un des sept fleuves majeurs du Royaume de Gondor et l'un des cinq de la région de Lebennin. Le fleuve prend sa source au sud des Montagnes Blanches, dans le nord de la région de Lebennin. Le Sirith coule alors vers le sud, jusqu'à ce qu'il se jette dans l'Anduin au niveau du port de Pelargir. Il reçoit entre autres les eaux du Celos, son principal affluent, autre rivière de la région de Lebennin[2].
- Le Snowbourn est une rivière qui naît dans les Montagnes Blanches, coule non loin d'Edoras, la capitale du Rohan, et se jette dans l'Entalluve.
- Sonoronne : cf. Bruinen.

## T
- Le Tournesaules (Oserondule dans la nouvelle traduction) (Withywindle en anglais) est une rivière qui traverse la Vieille Forêt et qui rejoint le Brandevin. Il prend sa source sur les Hauts des Galgals, non loin de la demeure de Tom Bombadil.